# Erwin Heri
Erwin Heri (* 6. März 1954 in Choindez) ist ein ehemaliger Schweizer Tischtennisspieler. In den 1970er Jahren nahm an zwei Europameisterschaften und zwei Weltmeisterschaften teil.

## Werdegang
Erwin Heri spielte zunächst beim Schweizer Verein Biberist und wechselte 1971 zu Baslerdybli. 1973 und 1974 wurde er Schweizer Meister im Doppel mit Laszlo Földy.
1972 und 1974 nahm er an den Europameisterschaften, 1973 und  1975 an den Weltmeisterschaften teil, kam dabei aber nie in die Nähe von Medaillen.

## Privat
Erwin Heri ist verheiratet und hat drei Kinder. Er promovierte und habilitierte an der Universität Basel und arbeitet als Anlageberater bei verschiedenen Schweizer Banken.